# Église Aghia Varvara (Skoutári)
L'église Aghia Varvara, en grec moderne : Αγία Βαρβάρα, « Sainte-Barbara », est une église byzantine située au bord de la plage de Skoutári, dème du Magne-Oriental, dans le district régional de Laconie, en Grèce.

## Histoire
L'église a été construite au XIIIe siècle, d'après le style des fresques situées à l'intérieur de l'église.
La fresque du sanctuaire date du XVIe siècle.
La restauration a été effectuée en 2007 et 2013. 

## Description
Petite église de forme carrée avec quatre piliers à l'intérieur.

## Quelques vues de l'église

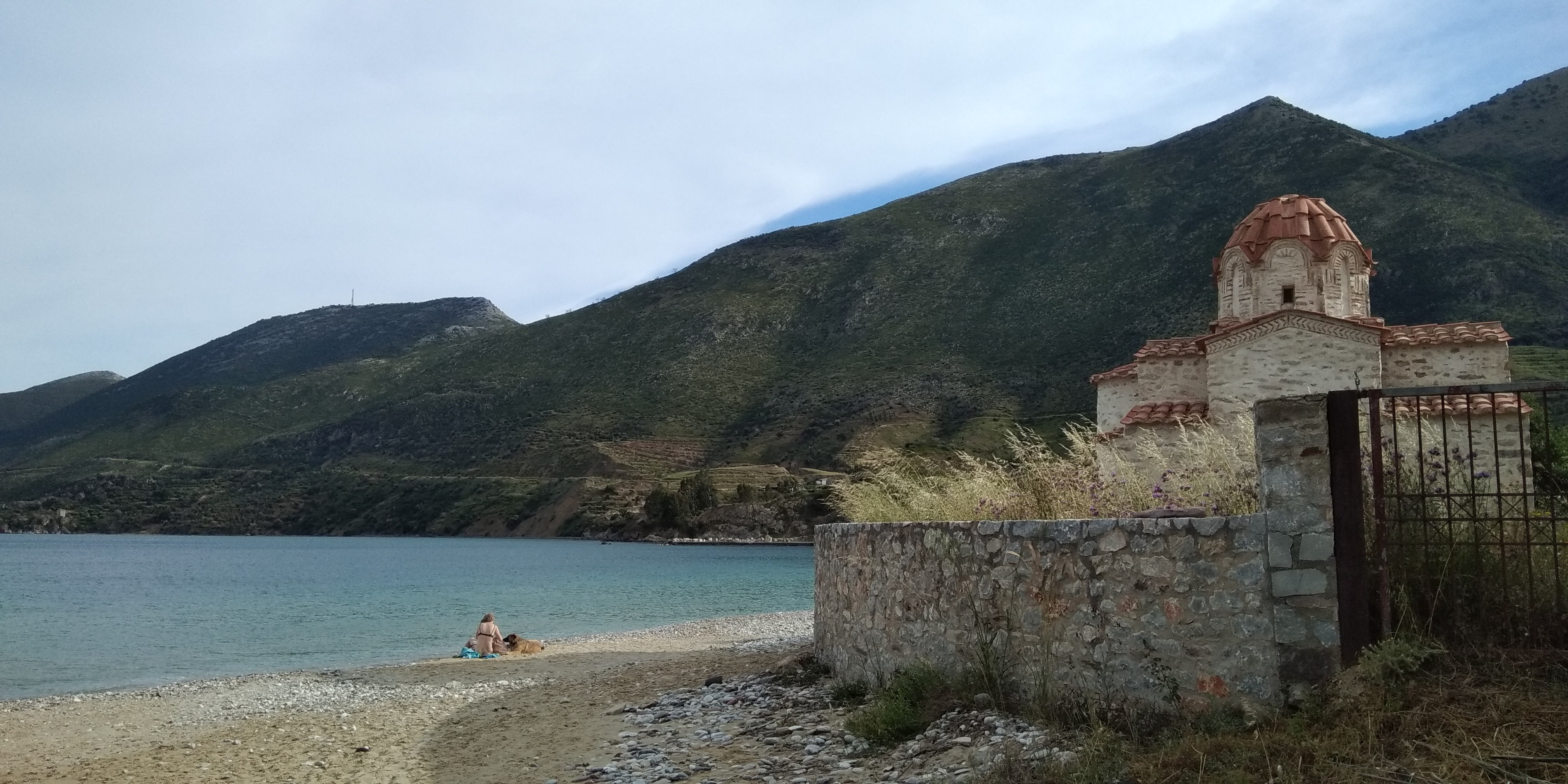
Vue de l'église au bord de la plage au pied du Mont Arabikias .
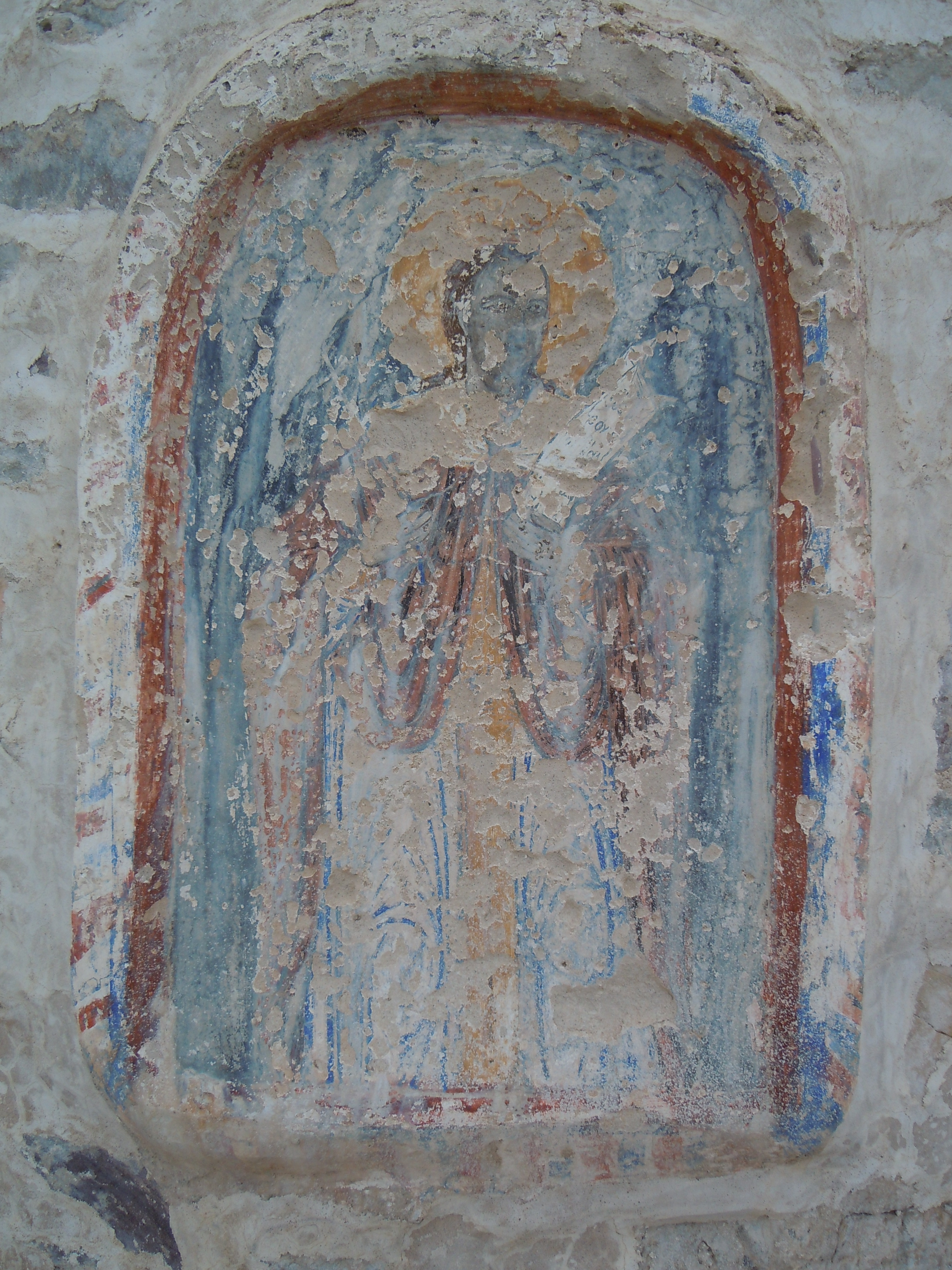
Fresque sur le mur extérieur.